# Nendtvich Andor (polgármester)
Nendtvich Andor (Pécs, 1867. október 2. – Pécs, 1951. május 6.)  magyar jogász, Pécs polgármestere 1906 és 1936 között.

## Életpályája
A neves pécsi Nendtvich-család leszármazottja volt. Apja  Nendtvich Sándor városi főmérnök (1822–1890). Jogi doktorátust szerzett. 
1906 és 1936 között Pécs város polgármestere volt. Az ő időszakára esett a szerb megszállás.

## Emlékezete
Pécsett utat neveztek el róla (Nendtvich Andor út).

## Díjai, elismerései
- Királyi tanácsos (1908)
- Az Erzsébet Tudományegyetem díszdoktora (1927)
- II. osztályú magyar érdemkereszt (1930)
- Koronás érdemérem (1936)